# 国立台湾海洋大学
国立台湾海洋大学（こくりつたいわんかいようだいがく、繁: 國立臺灣海洋大學、英: National Taiwan Ocean University）は、台湾省基隆市にある中華民国の国立海洋大学である。大学の略称は海大。前身は台湾省立海事専科学校であり、台湾における海事、水産関連の人材育成に主眼を置いた教育を行っている。

## キャンパス
- 浜海キャンパス
- 龍崗キャンパス
- 祥豊キャンパス

## 歴史
| 年     | 月日 | 事跡                               |
| ------ | ---- | ---------------------------------- |
| 1953年 | -    | 「台湾省立海事専科学校」として開校 |
| 1964年 | -    | 「台湾省立海洋学院」と改称         |
| 1979年 | -    | 「国立台湾海洋学院」と改称         |
| 1989年 | -    | 「国立台湾海洋大学」と改称         |

## 組織
| - 海運管理学院 - 商船学系 - 航運管理学系 - 運輸科学系 - 輪機工学系 - 海洋科学院 - 環境生物與漁業科学学系 - 海洋環境資訊学系 - 応用地球科学研究所 - 海洋事務與資源管理研究所 - 海洋環境化学與生態研究所 - 工学院 - システム工学造船学系 - 河海工学系 - 材料工学研究所 - 機械與機電工学系 - 生命科学院 - 食品科学系 - 水産養殖学系 - 生命科学系 - 海洋生物研究所 - バオオテクノロジー研究所 | - 電気情報学院 - 電気工学系 - 情報工学系 - 通信ナビーション工学系 - 光電科学研究所 - 人文社会科学院 - 教育研究所 - 応用経済研究所 - 海洋法律研究所 - 教養課程センター - 外国語教育研究センター - 教職養成センター - 海洋文化研究センター |

## 教員

### 歴代学長
| 区分                 | 代    | 氏名   | 任期                  |
| -------------------- | ----- | ------ | --------------------- |
| 台湾省立海事専科学校 | 初代  | 戴行悌 | 1953年6月 - 1956年8月 |
| 台湾省立海事専科学校 | 第2代 | 李昌来 | 1956年9月 - 1964年6月 |
| 台湾省立海洋学院     | 初代  | 李昌来 | 1964年7月 - 1975年1月 |
| 国立台湾海洋学院     | 第2代 | 謝君韜 | 1975年2月 - 1981年7月 |
| 国立台湾海洋大学     | 初代  | 鄭森雄 | 1981年8月 - 1990年7月 |
| 国立台湾海洋大学     | 第2代 | 汪群従 | 1990年8月 - 1992年7月 |
| 国立台湾海洋大学     | 第3代 | 石延平 | 1992年8月 - 1996年4月 |
| 国立台湾海洋大学     | 第4代 | 呉建国 | 1997年2月 - 2003年3月 |
| 国立台湾海洋大学     | 第5代 | 黄栄鑑 | 2003年3月 - 2006年3月 |
| 国立台湾海洋大学     | 第6代 | 李国添 | 2006年3月 - 2012年7月 |
| 国立台湾海洋大学     | 第7代 | 張清風 | 2012年8月 -           |